# Taipei 101
Taipei 101 (chinois traditionnel : 臺北101 ; chinois simplifié : 台北101 ; pinyin : Táiběi 101), anciennement Centre financier international de Taipei, est un gratte-ciel localisé dans le district de Xinyi, Taipei à Taïwan. Haut de 508 m, il était le plus grand gratte-ciel du monde de 2004 à 2010, jusqu'à l'inauguration du Burj Khalifa (828 m). En juillet 2011, la tour a reçu la certification LEED Platinum, le plus grand prix du système de standardisation Leadership in Energy and Environmental Design et elle est devenue la plus grande écoconstruction du monde.
L'édifice a été conçu par le groupement d’architectes C.Y. Lee & Partners Architects. La construction a été principalement réalisée par KTRT Joint Venture, un consortium mené par la société japonaise Kumagai Gumi.  En 2001, le propriétaire Taipei Financial Center Corporation a confié le contrôle de la construction à Samsung C&T pour accélérer le processus. Le chantier s'est fini en 2004. La tour sert de symbole pour le Taïwan moderne depuis son inauguration. Des feux d'artifice y sont lancés chaque année pour le Nouvel An et le gratte-ciel apparaît fréquemment dans les carnets de voyage et les médias internationaux.
Taipei 101 comporte 101 étages (d'où son nom) et 5 niveaux de sous-sols. L'architecture du bâtiment est un symbole de l'évolution technologique et de la tradition asiatique. Son  style postmoderne incorpore des éléments traditionnels tout en ajoutant une touche moderne. La tour est conçue pour résister aux typhons et séismes,. Un centre commercial sur six niveaux contigu à la tour abrite des centaines de magasins et restaurants.

## Caractéristiques

### Taille

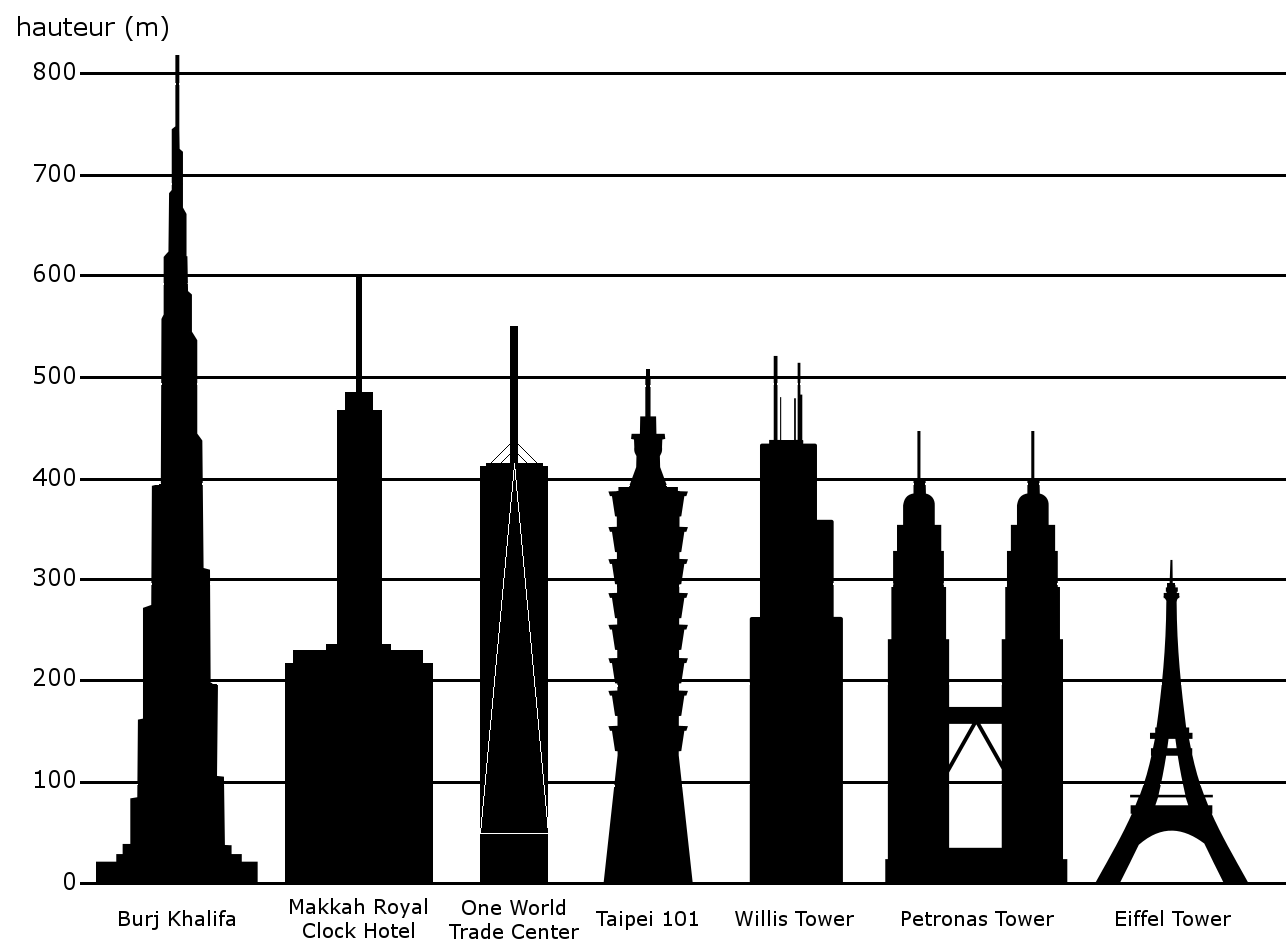
Comparaison avec d'autres bâtiments.

À son achèvement, Taipei 101 bat les records officiels, dans la catégorie des gratte-ciel, pour :
- la plus grande hauteur architecturale (flèche) : 508,2 m[1], record précédemment détenu par la Willis Tower à Chicago avec 442,3 m.
- la plus grande hauteur de toit : 449,2 m[8], record précédemment détenu par la Willis Tower, avec 442 m[9],[10]
- le plus haut étage occupé : 439,2 m[8], record précédemment détenu par la Willis Tower avec 436,5 m[9],[10].
- l'ascenseur le plus rapide : 16,83 m/s soit 60,6 km/h. Il met 37 s pour monter jusqu'au 89e étage[11],[12].

Taipei 101 est le premier bâtiment du monde à passer la barre du demi-kilomètre en hauteur. Les trois records de hauteur ont ensuite été dépassés en 2010 par Burj Khalifa à Dubaï, tandis que le record de l'ascenseur le plus rapide est aujourd'hui détenu par la Shanghai Tower à 20,5 m/s.

### Controverses sur la hauteur
Plusieurs sources, dont les propriétaires du bâtiment, donnent une taille pour Taipei 101 de 508 m et une hauteur du toit et du dernier étage de 448 m et 438 m. Les chiffres plus faibles sont le résultat de la mesure entre le haut de la tour et un socle qui se situe à 1,2 m du sol. Les standards du Council on Tall Buildings and Urban Habitat (CTBUH) incluent la taille du socle pour le calcul de la hauteur totale, soit 509,2 m, car cela représente une partie de la structure et celle-ci se trouve au-dessus du niveau de la chaussée.

### Structure
Taipei 101 est conçue pour résister aux typhons et aux tremblements de terre, fréquents dans la zone Asie-Pacifique. Elle est prévue pour faire face à des vents puissants de l'ordre de 60 m/s (216 km/h) et aux séismes les plus intenses des 2 500 prochaines années. Les gratte-ciel doivent être flexibles pour des vents forts, mais assez rigides pour réduire le mouvement de balancier. La flexibilité empêche les dommages structurels, tandis que la rigidité assure la protection des vitres et des murs-rideaux. La majorité des modèles obtiennent la force nécessaire en élargissant les éléments structurels critiques. L'extraordinaire hauteur de Taipei 101 combinée aux contraintes liées à l'environnement a nécessité des innovations. Le design final permet d'obtenir la force et la flexibilité nécessaires grâce à l'utilisation d'acier de haute performance. Trente-six colonnes supportent la tour, comprenant huit "super-colonnes" coulées avec du béton résistant à une compression de 10 000 psi (69 MPa), soit 690 atmosphères ou 690 kg/cm2 (c'est-à-dire la pression dans un océan à un peu moins de 7 000 mètres de profondeur).
Ces caractéristiques combinées à la solidité de ses fondations font de Taipei 101 un des bâtiments les plus stables jamais construits. Ses fondations sont renforcées de 380 pieux enterrés à une profondeur de 80 m, certains traversant jusqu'à 30 m de roche, et mesurant 1,5 m de diamètre,. Pour le socle, 167 pieux de 2 m de diamètre ont été utilisés. La stabilité de l'édifice a été prouvée lors d'un tremblement de terre de magnitude de 6,8 le 31 mars 2002. La secousse a été assez violente pour que deux grues du 56e étage se décrochent, ce qui provoqua la mort de 5 personnes, mais ne causa aucun dommage à la structure.
Une boule d’acier, de 660 tonnes est suspendue du 91e jusqu'au 87e étage de la tour et sert d'amortisseur harmonique. Elle permet d'assurer la stabilité de la tour et le confort des occupants. Elle mesure 5,5 m de diamètre et est constituée de 41 plaques d'acier de 12,5 cm. Son amplitude peut aller jusqu’à 1,5 mètre pour amortir 30 à 40 % des mouvements de l’édifice pouvant être causés par des vents violents dus aux typhons, un tremblement de terre ou une collision avec un aéronef léger. Lors de vents très violents, les derniers étages pourraient se déplacer de trois mètres, confirmant ainsi la souplesse de la tour comme moyen de résistance aux intempéries. La tour a pu ainsi résister à l'été 2015 aux bourrasques à plus de 200 km/h du typhon Soudelor avec un déplacement latéral observé d'un mètre.
Taipei 101 a des murs rideaux en double vitrage de couleur bleu vert qui offrent une isolation thermique et une résistance aux rayonnements ultraviolets suffisantes pour bloquer la chaleur extérieure de 50 %. La façade en verre et aluminium contribue à la rigidité latérale en étant liée aux "super-colonnes" avec un treillis d'un étage de haut tous les huit étages,. Elle peut supporter des déplacements sismiques latéraux jusqu'à 95 mm sans être endommagée.

### Écologie

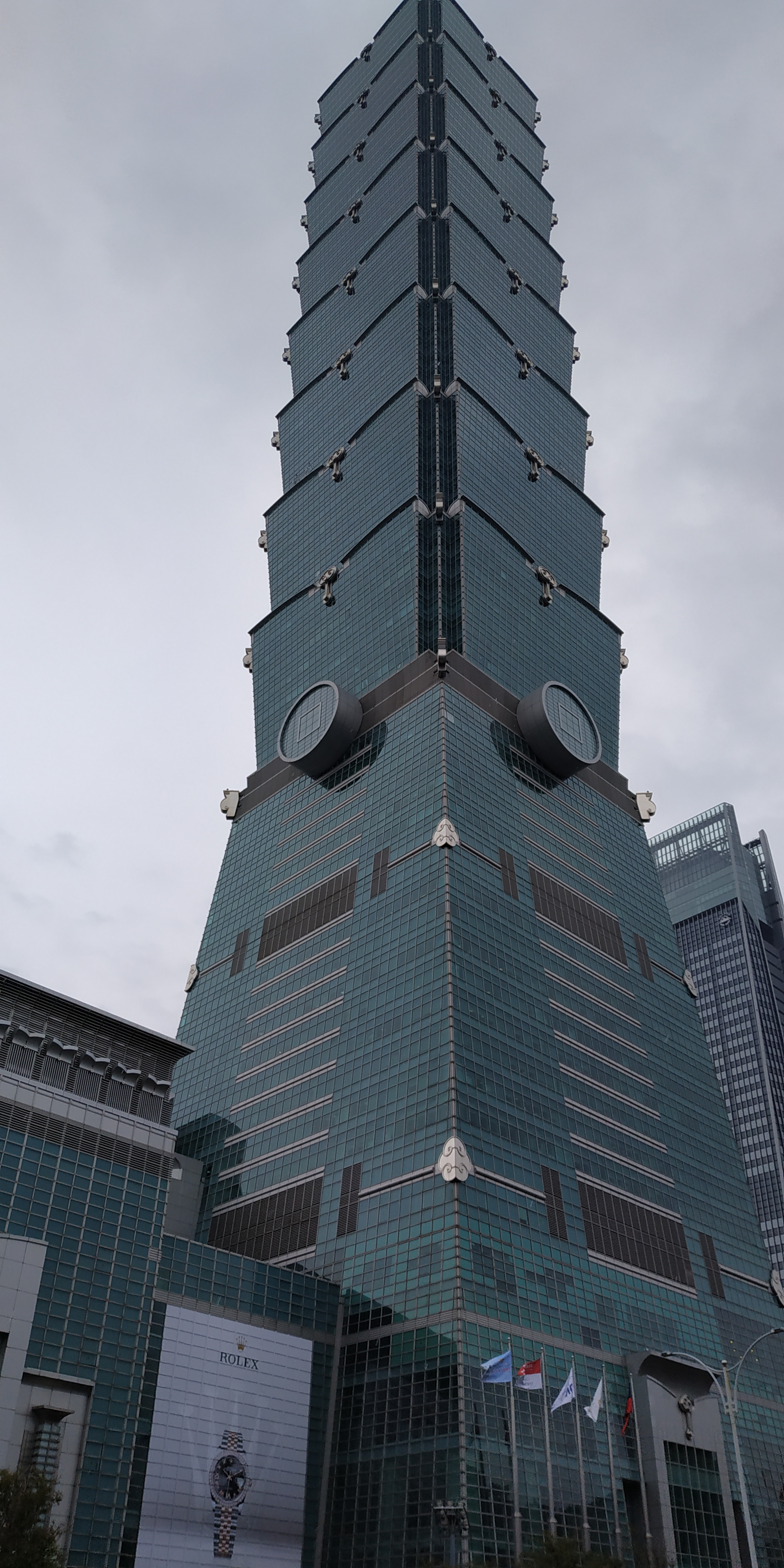
Taipei 101.

Toujours à la poursuite de l'excellence, Taipei 101 veut commencer une nouvelle tendance en devenant un bâtiment durable. La tour introduit le concept d'écologisme des grands bâtiments et après deux ans d'efforts, le 7 juillet 2011, elle reçoit la certification LEED Platinum, qui est le plus grand prix du système de standardisation Leadership in Energy and Environmental Design. Elle devient ainsi la plus grande écoconstruction du monde. Taipei 101 a dû remplir sept critères, : aménagement écologique des sites, gestion efficace de l'eau, énergie et atmosphère, matériaux et ressources, qualité des environnements intérieurs, innovation et processus de design.
Pendant deux ans, Taipei 101 a investi dans des projets de gestion efficace de l'énergie et de l'eau. L'éclairage, la température et l'utilisation de l'eau ont été passés en revue, ce qui a permis d'obtenir une économie en énergie de 33,41 millions de kWh pour 1,5 million d'euros, et 28 millions de litres d'eau (30 % de la consommation). L'air est contrôlé par 11 unités qui régulent le niveau de CO2 et le fixent à 600 ppm, alors que le standard national est de 1 000 ppm. De même pour l'éclairage dont le niveau de mercure a été réduit de 90 pg à 58,5 pg par lumen-heure.
Le coût des modifications pour obtenir cette certification est de 15 millions d'euros, mais la tour économisera quelques millions d'euros chaque année sur la consommation d'eau et d'électricité. De plus, cette touche écologique s'est propagée aux occupants de la tour, car 84 % d'entre eux utilisent les transports en commun pour venir au travail, alors que la moyenne de la ville est de 34 %.

## Configuration

### Ascenseurs

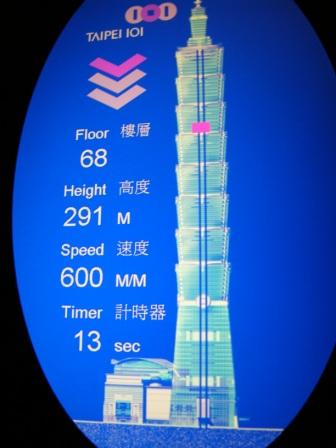
Panneau d'un ascenseur de Taipei 101.

Les ascenseurs ultra haute vitesse installés par Toshiba Elevator and Building Systems Corporation ont atteint en 2004 le record de vitesse avec 16,83 m/s soit 60,6 km/h. Cette vitesse est 34,7 % plus rapide que celle du précédent détenteur, dans la Yokohama Landmark Tower, au Japon, qui atteint la vitesse de 12,5 m/s, soit 45 km/h. Les ascenseurs pour l'étage d'observation de Taipei 101 propulsent les visiteurs du 5e étage au 89e en seulement 37 s. Pour obtenir des vitesses aussi élevées, Toshiba a utilisé des techniques avancées concernant la traction, l'équipement de la cabine et la sécurité.
- La machine de traction[31] est un moteur synchrone à double bobinage de puissance nominale 168 kW (jusqu'à 1 168 kW pour 24 passagers) et il est fixé sur une structure d'amortissement double qui réduit de moitié les vibrations et permet d'éviter les phénomènes de résonance et les vibrations causées par la force électromagnétique[32] ;
- Le changement de pression a un effet physiologique sur les passagers, la différence de pression étant de 48 hPa entre les 5e et 89e étages. Pour atténuer ces effets, Toshiba a développé un système de contrôle de pression atmosphérique[33]. Le changement de pression atmosphérique est réduit de 1,92 hPa/s à 1,29 hPa/s à l'aide de ventilateurs centrifuges haute-pression[32]. Cela permet d'éviter la sensation désagréable d'oreilles bouchées due à l'écart entre la pression intérieure de l'oreille et la pression de l'air[34] ;
- Outre les techniques traditionnelles d'atténuation du bruit (cloisons doublées, fermetures de portes en forme de chicanes, installation d'isolants phoniques au niveau des trous de passage des câbles), des déflecteurs sur le toit et sous le plancher de la cabine sont installés afin de créer des flux laminaires[35]. L'impact des forces aérodynamiques sur le bruit et les vibrations de la cabine est minimisé[32],[33] ;
- Toshiba a pris des mesures de sécurité pour que les passagers aient une ascension sans danger[36]. Ces mesures protègent aussi bien les passagers que l'ascenseur lors de séismes et vents violents. Si une accélération inhabituelle est détectée ou dans le cas de rupture de câble, le dispositif de sécurité va freiner l'ascenseur à l'aide de patins de céramique en nitrure de silicium qui résistent à des températures de 1 000 °C. En cas d'urgence, l'ascenseur s'arrête à l'étage le plus proche, ce qui empêche les câbles d'endommager les détecteurs sismiques et de déplacement[32].

En dehors de ces ascenseurs haute vitesse qui ont coûté 1,5 million d'euros, Taipei 101 possède 25 ascenseurs simples et 34 ascenseurs double-pont dont 10 pouvant transporter chacun 62 personnes à la fois,,.

### Étages

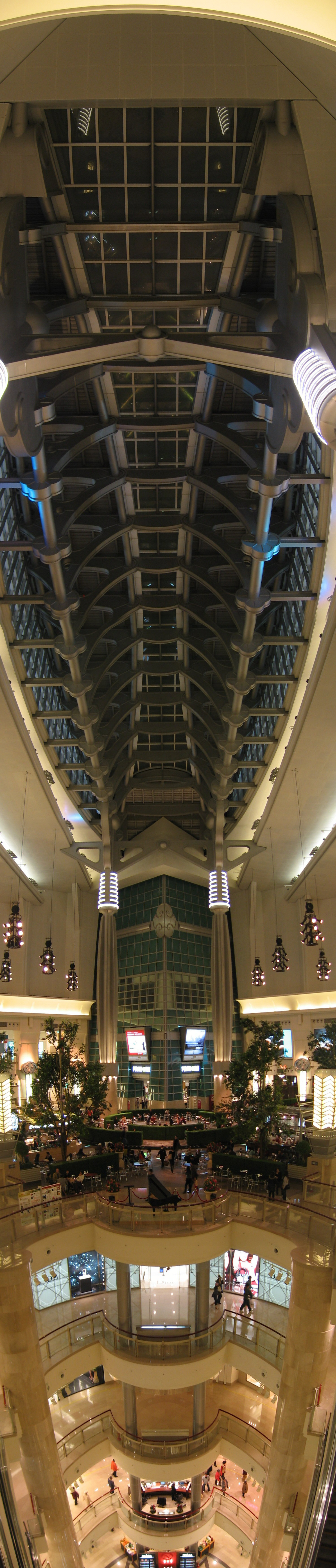
Centre commercial de Taipei 101.

D'après la brochure d'information, le 101e étage abrite un club privé VIP appelé Summit 101. Aucun détail concernant ce club n'a été rendu public,.
L'étage est divisé en trois niveaux : 101 F (inférieur), 101 MF (mezzanine) et 101 RF (toit). Il y a peu d'informations sur ces étages, et même l'existence du club VIP est incertaine. Le 101RF permet l'accès à la flèche de 60 m de haut qui comporte 24 niveaux (numérotés de R1 à R24) et qui ne sont accessibles que par une échelle. Les étages 92 à 100 sont destinés à la communication, même s'il n'y a actuellement pas de radio ni de chaîne télévisée diffusée du haut de la tour. Quant aux étages 7 à 90, ils appartiennent à ou sont loués par des entreprises.
Le chiffre 4 étant considéré comme portant malheur dans la culture chinoise, l'étage qui devait être le 44e porte le numéro 43, tandis que le 43e étage se nomme 42 A.
Un monte-charge facilite l'accès au personnel en donnant accès à chaque étage de B5 à 91.
Une liste de tous les occupants est disponible dans le hall du premier étage (depuis l'entrée Xinyi). Il y en a plus de 100 et ils occupent plus de 88 % de la tour.
| 101e étage               | Summit 101 (Club privé VIP)         |
| 92e – 100e étage         | Communications                      |
| 91e étage                | Observatoire extérieur              |
| 88e – 89e étage          | Observatoire intérieur              |
| 85e – 86e étage          | Restaurant de l'observatoire        |
| 59e – 84e étage          | Zone supérieure de bureaux          |
| 59e – 60e étage          | Transfert d'ascenseur               |
| 35e – 58e étage          | Zone intermédiaire de bureaux       |
| 36e étage                | Centre de conférences de Taipei 101 |
| 35e – 36e étage          | Transfert d'ascenseur               |
| 35e étage                | Équipements                         |
| 9e – 34e étage           | Zone inférieure de bureaux          |
| B1 - 5F (RDC – 5e étage) | Centre commercial                   |
| 1er – 2e étage           | Hall d'accueil                      |
| B2 - B5                  | Parc de stationnement               |

### Observatoire

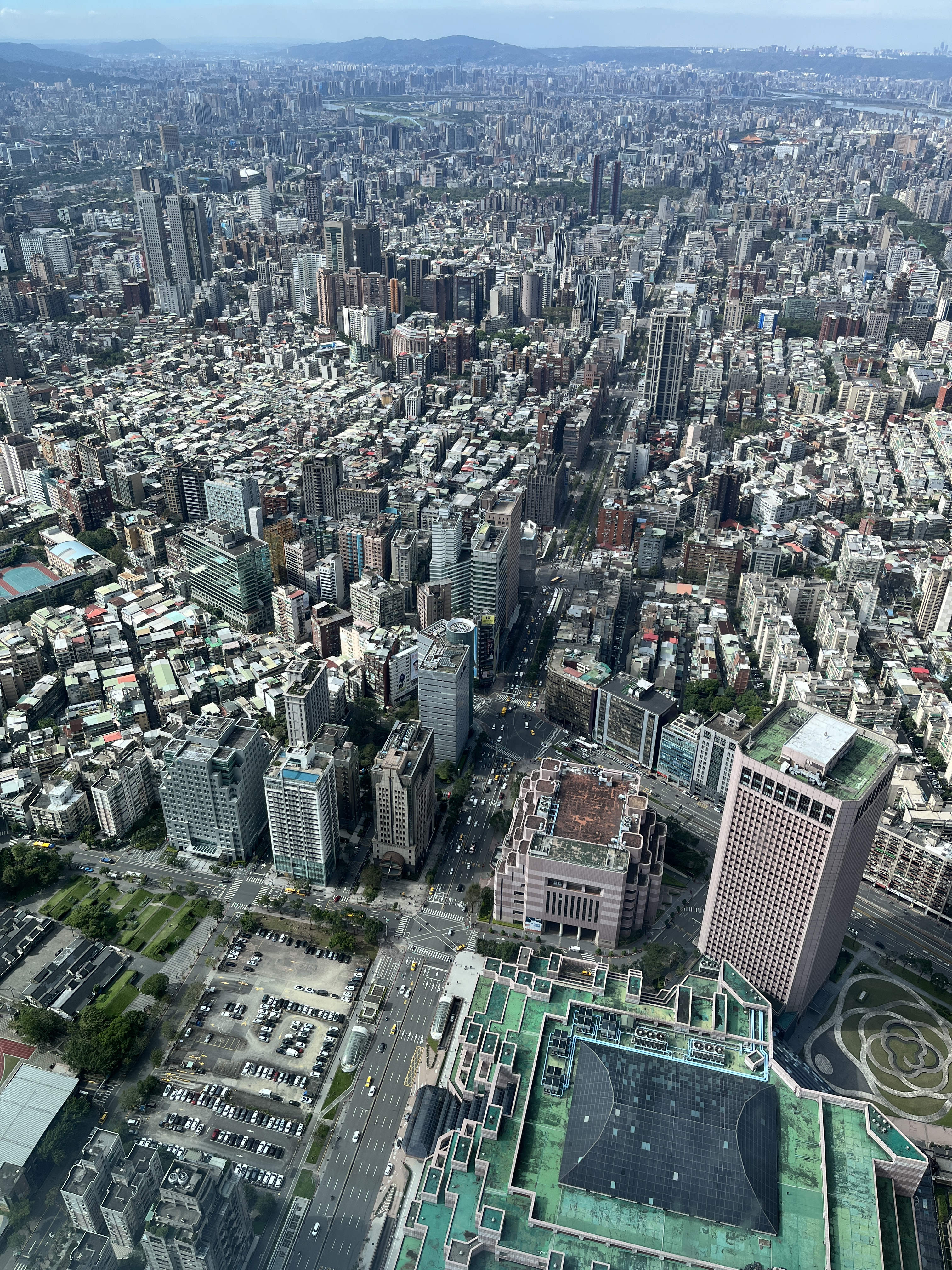
Vue de Taipei 101.

Taipei 101 possède un observatoire intérieur au 89e étage et extérieur au 91e étage. Les deux offrent une vue panoramique à 360° sur Taipei et attirent les visiteurs du monde entier.
L'observatoire intérieur est à 383,4 m du sol et offre un environnement agréable aux visiteurs grâce à de larges vitres résistantes aux UV, une présentation des lieux en huit langues et une boutique où acheter boissons et cadeaux souvenirs. On peut y voir le plus gros amortisseur du monde de plus près,.
L'observatoire extérieur est accessible par des escaliers depuis le 89e étage et offre une vue totalement différente. Situé à 391,8 m de hauteur, c'est le 7e observatoire le plus haut du monde et le plus haut de Taïwan. L'étage est équipé d'un panneau informatif affichant la météo en temps réel, la température, l'humidité, la vitesse du vent et sa direction à la hauteur de 390 m. Un film documentaire sur l'histoire et la construction de la tour est diffusé à l'intérieur de l'étage,.
L'observatoire est ouvert tous les jours, 13 heures par jour (de 9 h à 22 h), mais l'observatoire extérieur n'ouvre que pour des occasions spéciales et dépend des conditions météorologiques. Les tickets peuvent être achetés sur place, au 5e étage du centre commercial. Les tickets coûtent 600 TWD (17 €) et permettent l'accès au 88e étage jusqu'au 91e ainsi que la montée dans l'ascenseur à haute vitesse,.

### Sécurité
Le système de régulation de la tour assure une température et une qualité de l'air confortable. Il contrôle aussi l'éclairage qui est composé de 35 000 tubes fluorescents, lampes basse consommation et lampes halogènes. Pour ce faire, 47 000 capteurs analysent les données du bâtiment. En cas de coupure de courant, des batteries prennent le relais pour permettre le fonctionnement de tous les systèmes de sécurité. Des détecteurs de fumée sont installés dans toute la tour et analysent des échantillons d'air pour y trouver de la fumée inhabituelle. Quand de la fumée est détectée, l'air conditionné est instantanément coupé. Des gicleurs automatiques sont installés dans tout le bâtiment jusqu'au sous-sol et des réservoirs d'eau sont placés en haut de l'édifice,. Leur utilisation est guidée par la gravité, il n'y a donc pas besoin d'énergie pour faire fonctionner le système. Le bâtiment est séparé en plusieurs zones incendie. Chaque étage possède sa propre bouche d'incendie et ses extincteurs, sauf le sous-sol qui est équipé d'extincteurs à mousse. En cas d'incendie, des couloirs et des escaliers pressurisés servent de voies d'évacuation d'urgence,.
Quelque 500 caméras contrôlent les zones ouvertes au public. L'accès aux bureaux est restreint par 300 lecteurs de cartes aux portes et aux ascenseurs, ce qui permet aux employés de s'authentifier,. La fibre optique offre une transmission efficace des informations de sécurité.

### Télécommunications
Taipei 101 est le premier gratte-ciel établissant un record au XXIe siècle. Il met en avant un grand nombre d'avancées technologiques tout en étant un centre pour les affaires et les loisirs. Chunghwa Telecom a installé l'infrastructure de télécommunication intégrée la plus avancée au monde. Deux fibres optiques dorsales, provenant de deux centres séparés de Chunghwa Telecom, entrent dans le bâtiment par différents points. La distribution interne des répartiteurs généraux localisés aux 17e et 66e étages se fait via des dorsales de 10 Gbit/s vers des répartiteurs intermédiaires situés à chaque étage. Pour fournir un accès permanent aux télécommunications, la tour est équipée du faisceau hertzien, de communications optiques en espace libre et de deux systèmes de télécommunication par satellite.

### Symbolisme

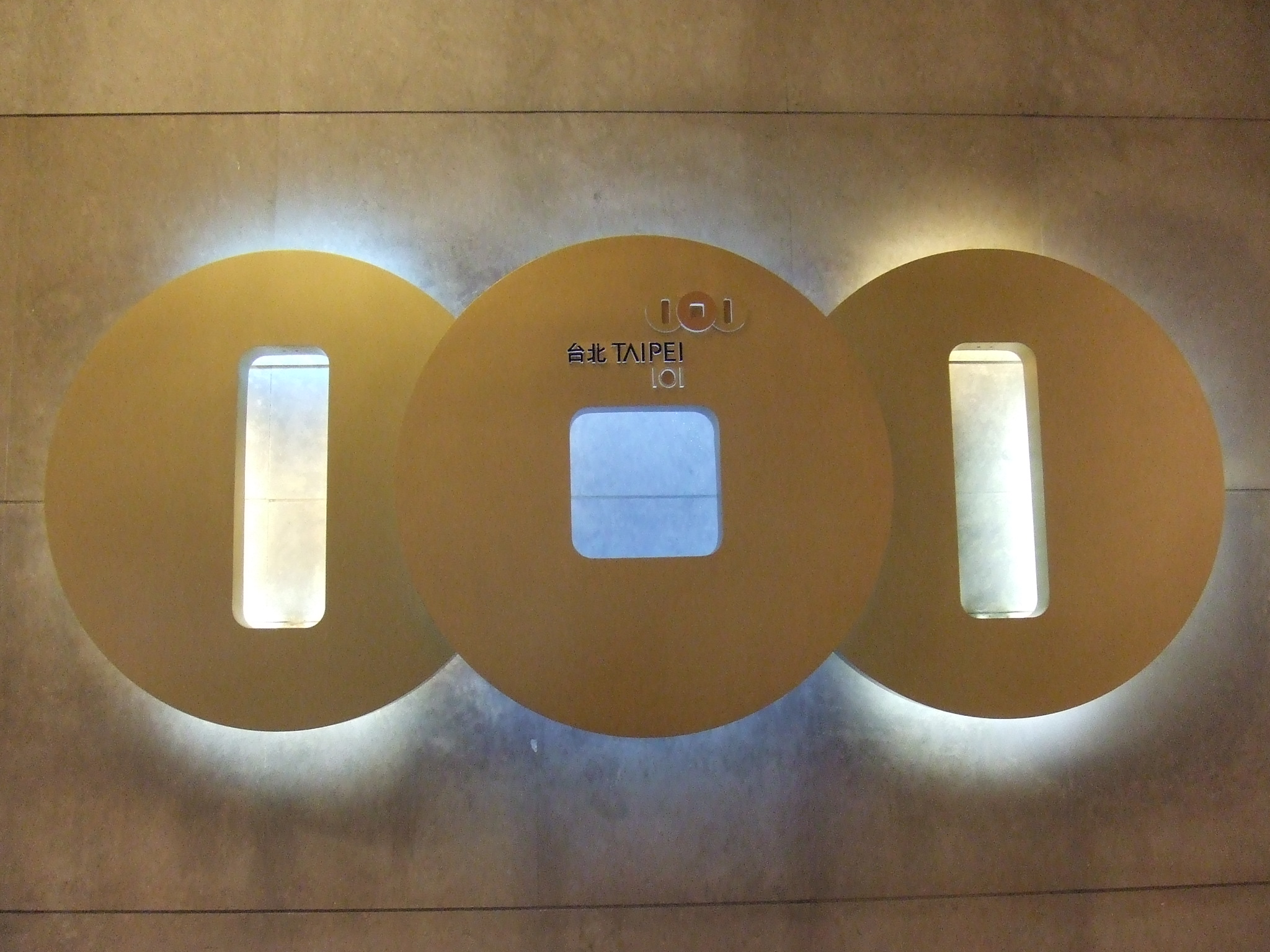
Logo de Taipei 101.

Taipei 101 participe du symbolisme de l'axis mundi : la connexion entre Ciel et Terre. Le nombre de 101 étages représente le renouveau du temps : le nouveau siècle qui arrive pour la construction de la tour (100+1) et toutes les années qui suivent (1er janvier = 1/01). Cela symbolise l’extrême exigence d'aller au-delà de 100 %, nombre traditionnel de perfection. Ce chiffre évoque aussi le système binaire utilisé dans le monde numérique.
La tour principale comporte une série de huit segments de huit étages,. Dans la culture chinoise, le chiffre huit est associé à l'abondance, la prospérité et la chance. Dans les cultures qui utilisent la semaine de sept jours, le nombre huit symbolise le renouveau du temps (7+1). Dans la technologie numérique, le nombre huit est associé à l'octet, composé de 8 bits, un bit étant la quantité élémentaire d'information. Les segments répétés rappellent une pagode asiatique (une tour reliant le Ciel à la Terre), une tige de bambou (l’icône de l'apprentissage et du développement) et une superposition d'anciens lingots chinois ou tire-lires (symbole d'argent). Quatre disques représentant des pièces de monnaie sont montés sur chaque face du bâtiment, là où le piédestal et la tour se rejoignent. L’emblème placé au-dessus de chaque entrée montre trois anciennes pièces trouées et disposées d'une façon qui fait penser aux chiffres arabes 1-0-1,.

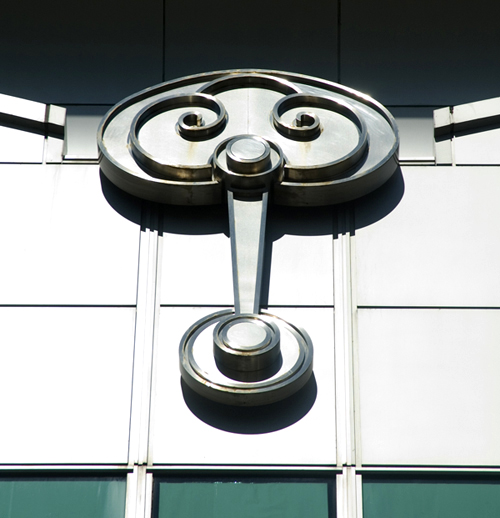
Ruyi sur Taipei 101.

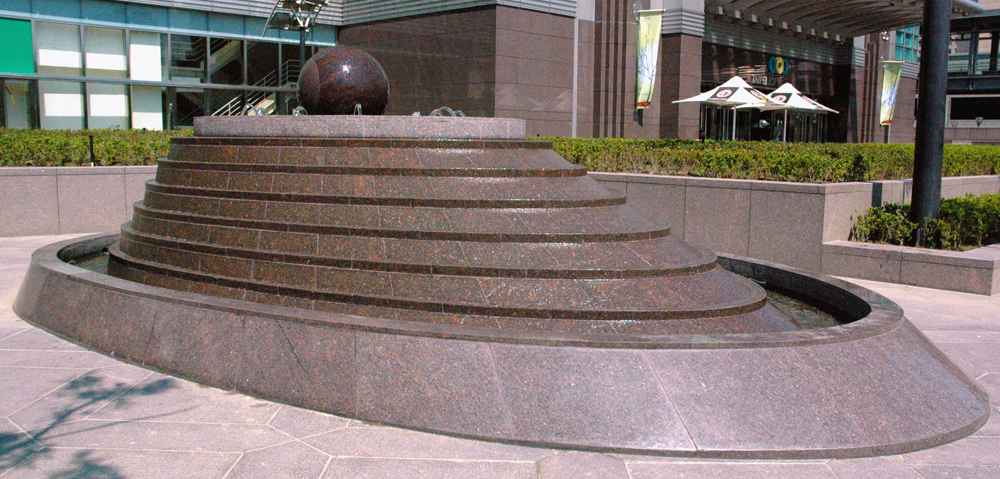
Fontaine Feng shui à l'extérieur de Taipei 101.

Des formes circulaires ruyi, apparaissent comme motifs sur la façade du bâtiment et dans le centre commercial. Le ruyi est un ancien symbole associé aux nuages paradisiaques, il fait penser à la guérison, à la protection et à l'accomplissement. Chaque ruyi de la tour fait 8 m de hauteur. Même si leur forme est traditionnelle, leur interprétation métallique traduit la volonté de modernité.
Taipei 101, comme beaucoup des immeubles voisins, montre une influence de la philosophie feng shui. Un exemple en est la grande fontaine en granite à l'intersection de Songlian Road et Xinyi Road, près de l'entrée est de la tour. En tant qu'œuvre d’art, cette fontaine offre un contraste avec la tour dans sa texture, même si sa conception reflète le rythme de la tour. La fontaine a aussi une fonction pratique dans la philosophie feng shui : elle protège les lieux du qi négatif en provenance de l'allée qui amène à la tour en ligne directe. Dans la théorie du feng shui, pour se révéler favorable, le qi doit pénétrer à petite vitesse, de façon détournée. Si le qi est trop lent, il stagne, mais s'il est trop rapide, il devient un facteur déstabilisant. En l'occurrence, le qi circulant à cet endroit de façon accélérée, il était nécessaire de placer une fontaine au pied de la tour pour le ralentir à son entrée sur les lieux,.
La nuit, une lueur jaune vif rayonne du sommet de Taipei 101, jouant le rôle d'une bougie ou d'une torche soutenant les valeurs de liberté et d'hospitalité. La façade s'illumine grâce à un jeu de lumières subtil avec la couleur des illuminations qui change chaque jour en suivant l'ordre des couleurs de l'arc en ciel,.
| Jour    | Lundi | Mardi  | Mercredi | Jeudi | Vendredi | Samedi | Dimanche |
| Couleur | rouge | orange | jaune    | vert  | bleu     | indigo | violet   |

En tant que monument, Taipei 101 renouvelle le symbolisme des grandes tours en étant un axe du monde. La multitude des symboles évoque l'optimisme, l'abondance et le renouvellement perpétuel des cycles du temps.

## Histoire

### Construction
Défini par ses concepteurs comme « un majestueux bambou bleu turquoise », l'édifice a été réalisé par le groupement d'architectes C.Y. Lee & Partners Architects pour 1,7 milliard$. Le planning pour Taipei 101 a commencé en 1997 pendant le mandat du maire de la ville Chen Shui-bian. Une discussion entre les commerçants et la municipalité a initialement mené à la construction d'une tour de 66 étages qui servirait de pilier au nouveau développement du quartier d'affaires de Taipei,. En 1998, un changement majeur a lieu : la tour aura 101 étages. De ce fait, la construction est retardée. À la fin de l'année 1998, la ville accorde le permis de construire pour une tour de 101 étages sur le site. La première colonne est érigée pendant l'été 2000.
Un violent séisme a eu lieu à Taiwan le 31 mars 2002, détruisant deux grues du 56e étage,. L'une est tombée sur la Sinyi Road au pied de la tour, écrasant quelques voitures et causant cinq morts : deux grutiers et trois ouvriers qui n'étaient pas correctement attachés. Cependant, une analyse a montré que la structure n'avait pas subi de dommage et la construction a pu reprendre peu après.
Le toit de Taipei 101 a été fini trois ans plus tard le 1er juillet 2003. Ma Ying-jeou, pendant son 1er mandat de maire de Taipei, y a fixé un éclair en or pour symboliser cet achèvement.
L'ouverture du centre commercial a eu lieu le 14 novembre 2003.
L'inauguration formelle date du 31 décembre 2004. Le président Chen Shui-bian, le maire de Taipei Ma Ying-jeou et le député Wang Jin-pyng coupent le ruban. Des concerts à ciel ouvert avec de nombreuses personnalités comme A Mei et Stefanie Sun ont lieu. Les visiteurs ont pour la première fois pris les ascenseurs pour monter à l'observatoire. Quelques heures plus tard, le premier spectacle de feux d'artifice de Taipei 101 annonce la nouvelle année.

### Récompenses
Taipei 101 a reçu l'Emporis Skyscraper Award 2004 récompensant le gratte-ciel le plus remarquable de l'année 2004.

## Galerie

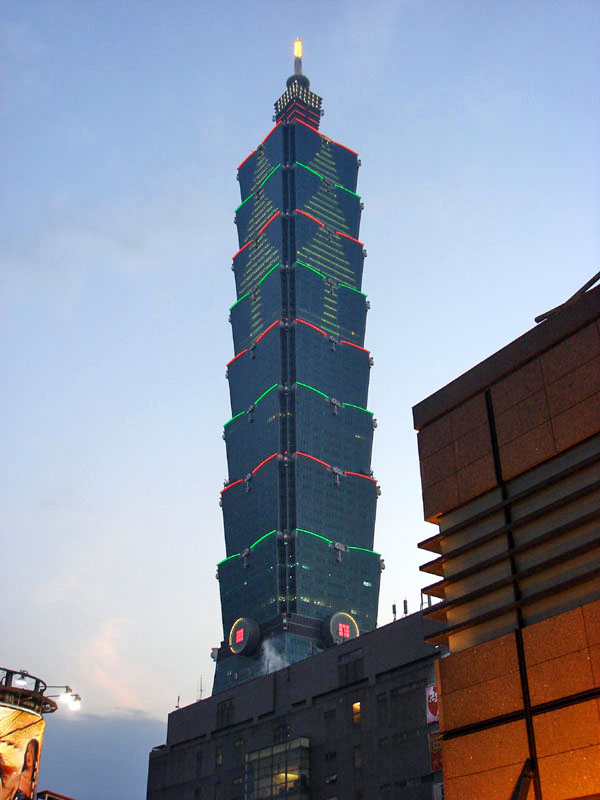
Taipei 101, Arbre de Noël.
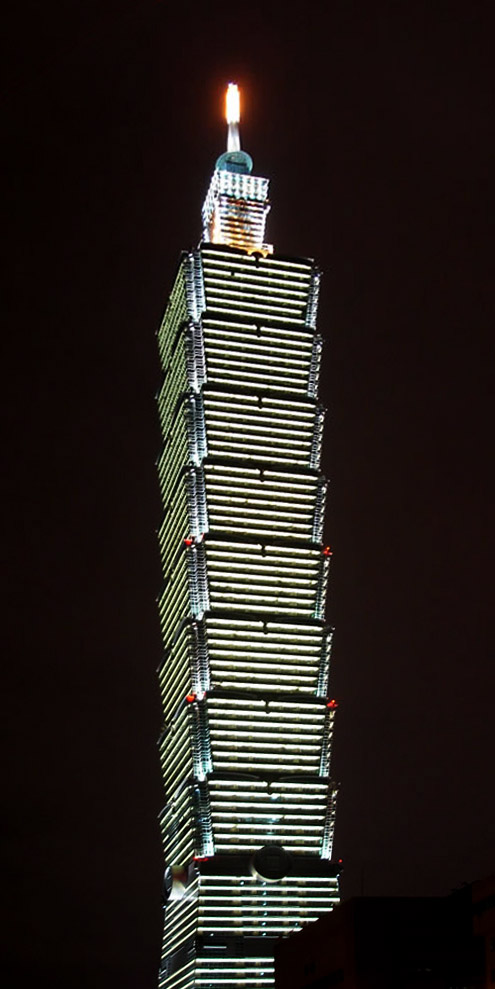
L'édifice est entièrement illuminé (rare).
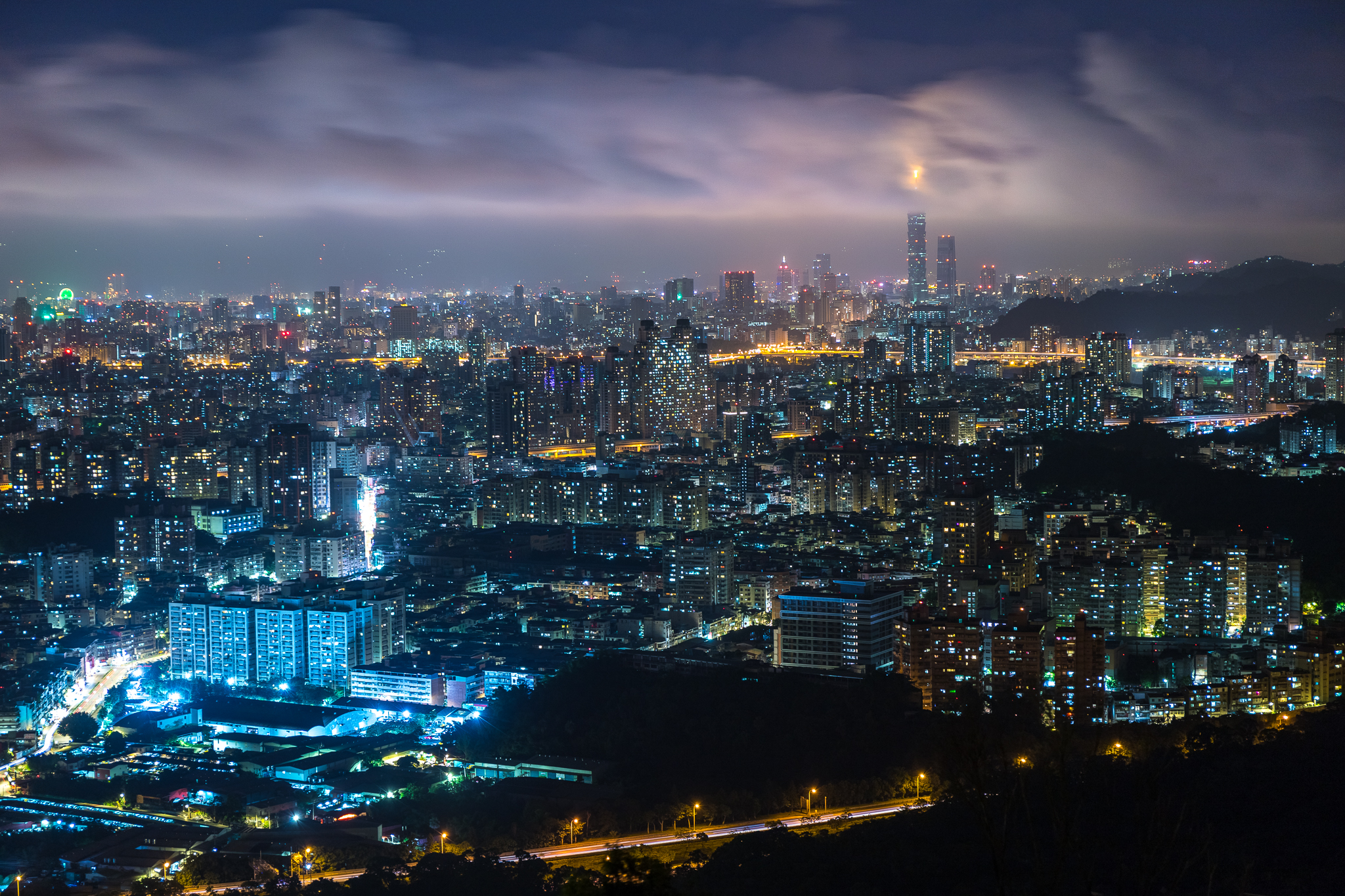
Vue nocturne de Taipei à partir de Yangmingshan.
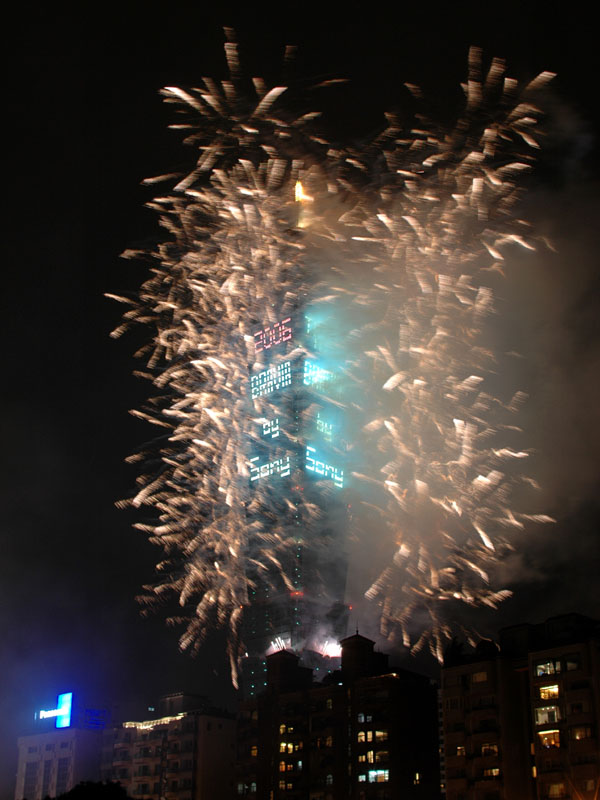
Feu d'artifice du Nouvel an 2006.
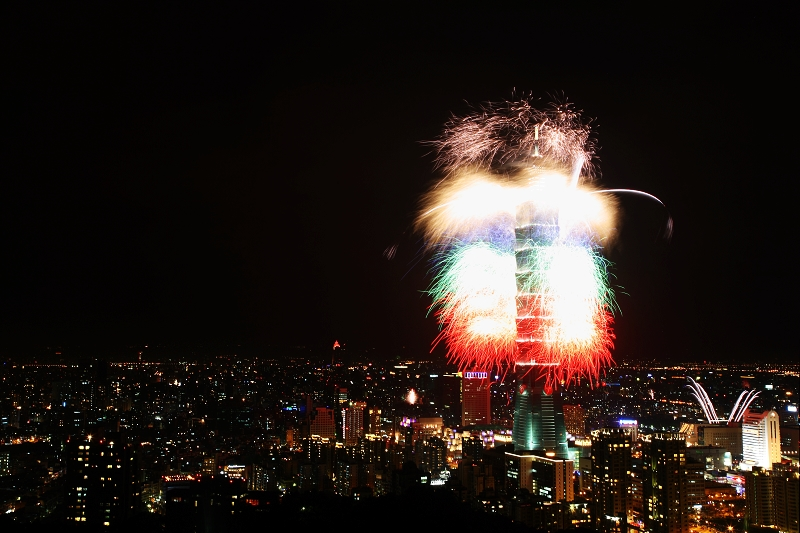
Feu d'artifice du Nouvel an 2008.
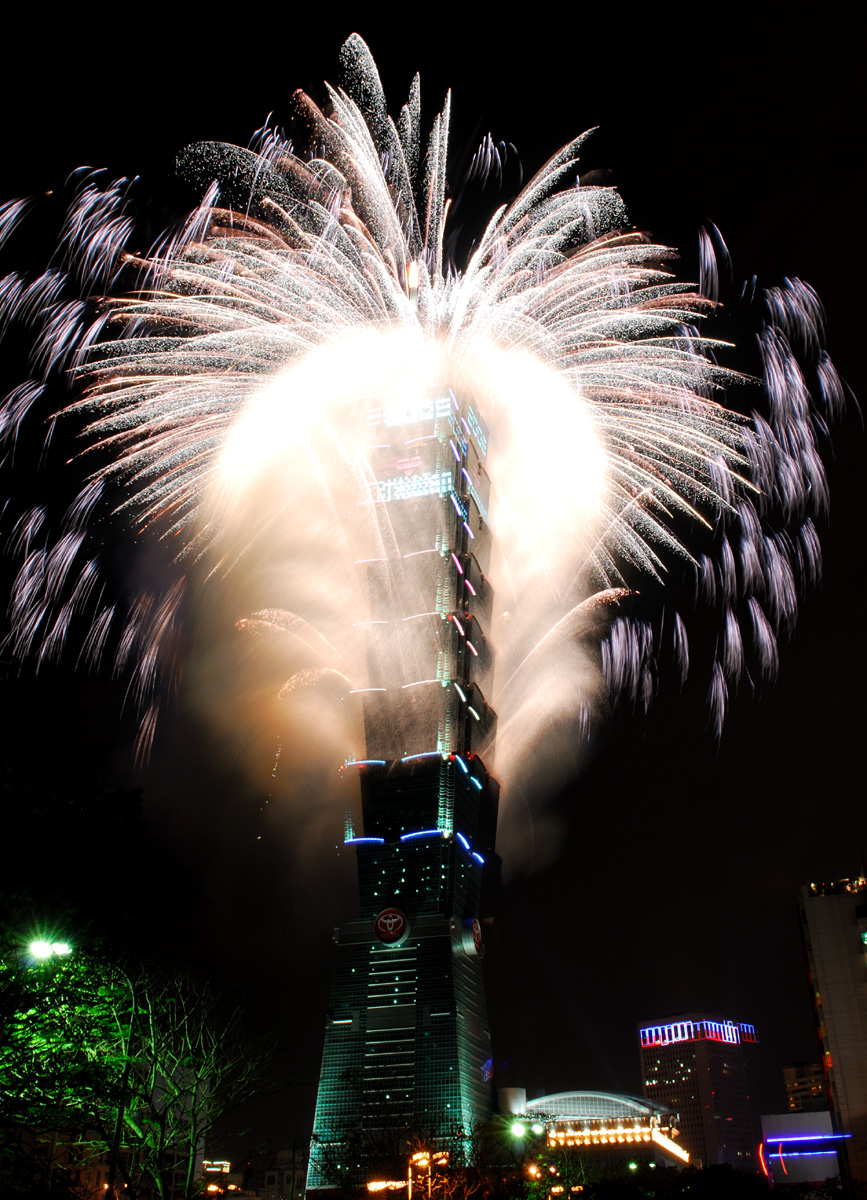
Feu d'artifice du Nouvel an 2008.
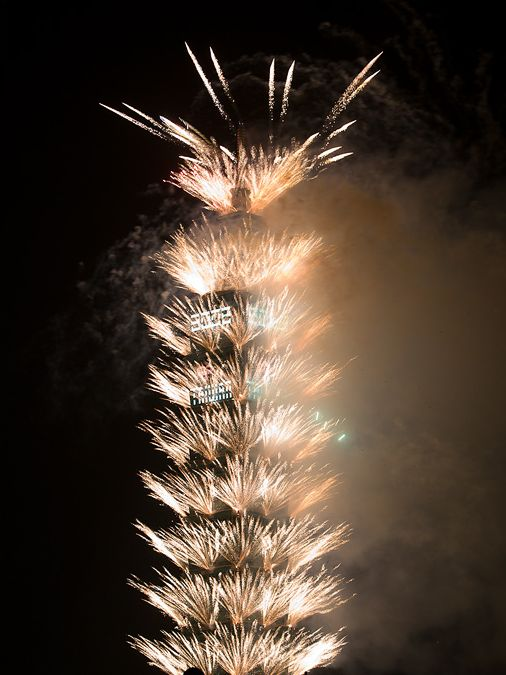
Taipei 101, Nouvel an 2008.